# Черкаський гуманітарно-правовий ліцей
Черка́ський гуманіта́рно-правови́й ліце́й — загальноосвітній навчальний заклад, один з ліцеїв міста Черкаси, входить до 100 найкращих шкіл України.
У ліцеї запроваджено поглиблене вивчення таких предметів, як англійська мова, історія, правознавство. Основний акцент здійснюється на загальнокультурний розвиток і допрофесійну підготовку майбутньої політичної еліти та працівників системи правоохоронних органів. Учні ліцею кожного разу отримують призові місця у різноманітних конкурсах та олімпіадах, особливо з профілюючого предмету - правознавства.

## Історія
Ліцей був створений рішенням Черкаського міськвиконкому в липні 1997 року на базі ліцейних класів ЗОШ № 11, які були відкриті ще 1993 року. Ліцей функціонує в статусі навчального закладу ІІІ ступеня із можливістю мати класи більш ранніх років навчання (ІІ ступеня). На сьогоднішній день в ліцеї навчаються учні вже з 5-го, а  також, як і раніше з 7-го по 11-й клас (0, І, ІІ, ІІІ та IV курси).

## Структура
Гуманітарно-правовий ліцей складається з двох факультетів:
- Факультет англійської мови та правознавства

На фаукультеті англійської мови та правознавства окрім основних предметів вивчається також: юридичний переклад, література Англії та Америки, англійська граматика, друга іноземна мова (французька. німецька)
- факультет історії та правознавства

На факультеті історії та правознавства вивчається: логіка, історичне краєзнавство. теорія держави і права, основи конституції, риторика, художня культура. Під час навчання діти мають змогу вживу ознайомитись із роботою органів правопорядку.

## Нагороди та перемоги
Молодик Катерина Юріївна, учитель української мови та літератури стала переможницею Всеукраїнського конкурсу "Учитель року - 2021".

Золота нагорода «Сучасні заклади освіти 2014»
Золота нагорода «Сучасні заклади освіти 2015»
Лауреат конкурсу II ступеня «Інноватика в сучасній освіті 2016»